# Kamaran
La isla Kamaran (en árabe: كمران‎ [Kamarān]) es la mayor de las islas bajo dominio de Yemen en el mar Rojo. Posee una superficie de 108 km², con una longitud de 18 km y 7 km de ancho. Se encuentra ubicada en una posición estratégica en el extremo sur del mar Rojo. Es una isla continental que se encuentra en aguas poco profundas de la plataforma continental de la península de Arabia con arrecifes de coral que rodean tres de sus laterales.